# Osrečje
Osrečje este o localitate din comuna Škocjan, Slovenia, cu o populație de 72 de locuitori.